# Pouillenay
Pouillenay település Franciaországban, Côte-d’Or megyében. Lakosainak száma 589 fő (2022. január 1.). Pouillenay Mussy-la-Fosse, Chassey, Flavigny-sur-Ozerain, Juilly, Magny-la-Ville, Marigny-le-Cahouët, Massingy-lès-Semur és Souhey községekkel határos.

## Népesség
A település népességének változása:
| Lakosok száma | 636  | 481  | 523  | 546  | 601  | 591  | 555  | 551  | 558  | 589  |
|               | 1968 | 1982 | 1990 | 2006 | 2013 | 2015 | 2017 | 2019 | 2020 | 2022 |